# Chișla-Zamjieva, Chelmenți
Chișla-Zamjieva, întâlnit și sub forma Podvirivca sau Chiselița-Veche (între 1942-1944) (în ucraineană Подвір'ївка, transliterat: Podviriivka) este o comună în raionul Chelmenți, regiunea Cernăuți, Ucraina, formată numai din satul de reședință. Are 2.310 locuitori, preponderent ucraineni.
Satul este situat la o altitudine de 188 metri, în partea de sud-vest a raionului Chelmenți, pe valea râului Medveja, în apropiere de frontiera Ucrainei cu Republica Moldova. Aici funcționează punctul local rutier de trecere a frontierei Podvirivca - Lipcani, doar pentru cetățenii Republicii Moldova și Ucrainei care locuiesc permanent în raioanele administrative de frontieră.

## Istorie
Localitatea Chișla-Zamjieva a făcut parte încă de la înființare din Ținutul Hotinului a regiunii istorice Basarabia a Principatului Moldovei, numindu-se inițial Câșla Jamjiului. Satul este amintit pentru prima dată la data de 17 iunie 1429. Denumirea localității își are originea în ocuparea acestui teritoriu moldovenesc de către armata otomană, de la trei frați turci Nedjim, Zamji și Salah, care au dat denumirile a trei sate.
Pe teritoriul satului a staționat o garnizoană otomană, care a folosit locuitorii din satele învecinate ca mână de lucru. Detașamentul turcesc dădea ordine localnicilor prin anumiți zapcii. Cuvântul chișla (românizat câșlă) înseamnă tabără în limba turcă, adică podvirya în limba ucraineană. Denumirea satului s-ar traduce în limba română prin Tabăra zapciului.
Prin Tratatul de pace de la București, semnat pe 16/28 mai 1812, între Imperiul Rus și Imperiul Otoman, la încheierea războiului ruso-turc din 1806 – 1812, Rusia a ocupat teritoriul de est al Moldovei dintre Prut și Nistru, pe care l-a alăturat Ținutului Hotin și Basarabiei/Bugeacului luate de la Turci, denumind ansamblul Basarabia (în 1813) și transformându-l într-o gubernie împărțită în zece ținuturi (Hotin, Soroca, Bălți, Orhei, Lăpușna, Tighina, Cahul, Bolgrad, Chilia și Cetatea Albă, capitala guberniei fiind stabilită la Chișinău).
La începutul secolului al XIX-lea, conform recensământului efectuat de către autoritățile țariste în anul 1817, satul Chișla-Zamjieva (denumirea rusificată a satului Câșla Jamjiului) făcea parte din Ocolul Mijlocului a Ținutului Hotin .
După Unirea Basarabiei cu România la 27 martie 1918, satul Chișla-Zamjieva a făcut parte din componența României, în Plasa Lipcani a județului Hotin. Pe atunci, majoritatea populației era formată din ucraineni.
Ca urmare a Pactului Ribbentrop-Molotov (1939), Basarabia, Bucovina de Nord și Ținutul Herța au fost anexate de către URSS la 28 iunie 1940. După ce Basarabia a fost ocupată de sovietici, Stalin a dezmembrat-o în trei părți. Astfel, la 2 august 1940, a fost înființată RSS Moldovenească, iar părțile de sud (județele românești Cetatea Albă și Ismail) și de nord (județul Hotin) ale Basarabiei, precum și nordul Bucovinei și Ținutul Herța au fost alipite RSS Ucrainene. La 7 august 1940, a fost creată regiunea Cernăuți, prin alipirea părții de nord a Bucovinei cu Ținutul Herța și cu cea mai mare parte a județului Hotin din Basarabia .
În perioada 1941-1944, toate teritoriile anexate anterior de URSS au reintrat în componența României. Apoi, cele trei teritorii au fost reocupate de către URSS în anul 1944 și integrate în componența RSS Ucrainene, conform organizării teritoriale făcute de Stalin după anexarea din 1940, când Basarabia a fost ruptă în trei părți.
În anul 1946, autoritățile sovietice au schimbat denumirea satului din cea de Chișla-Zamjieva (în ucraineană Кишло-Замжиєво) în cea de Podvirivca (în ucraineană Подвір'ївка), o traducere aproximativă în limba ucraineană a denumirii inițiale provenind din limba turcă.
Începând din anul 1991, satul Chișla-Zamjieva face parte din raionul Chelmenți al regiunii Cernăuți din cadrul Ucrainei independente.
Satul se află în apropierea frontierei cu Republica Moldova, aici funcționând punctul local rutier de trecere a frontierei Podvirivca - Lipcani, între Ucraina și Republica Moldova, doar pentru cetățenii Republicii Moldova și Ucrainei care locuiesc permanent în raioanele administrative de frontieră.

## Demografie
Componența lingvistică a comunei Chisșla-Zamjieva
     Ucraineană (95,58%)
     Română (2,95%)
     Rusă (1,34%)
     Alte limbi (0,04%)
Conform recensământului din 2001, majoritatea populației comunei Chisșla-Zamjieva era vorbitoare de ucraineană (95,58%), existând în minoritate și vorbitori de română (2,95%) și rusă (1,34%).
Conform recensământului din 1989, numărul locuitorilor care s-au declarat români plus moldoveni era de 96 (4+92), reprezentând 3,87% din populație . În prezent, satul are 2.310 locuitori, preponderent ucraineni.
1930: 2.541 (recensământ)
1989: 2.479 (recensământ)
2007: 2.310 (estimare)

## Obiective turistice
- Biserica cu hramul "Nașterea Maicii Domnului" - construită în perioada 1868-1873 [8]
- Muzeul de istorie a satului - prezintă istoria satului cu referire la perioada celui de-al doilea război mondial. Aici sunt expuse arme și materiale din timpul războiului, precum și obiecte de uz casnic, îmbrăcăminte, unelte etc.[9]